# Henry Ian Cusick
Henry Ian Cusick (født 17. april 1967) er en skotsk-peruviansk Emmy-nomineret skuespiller til både teater, film og tv. Han medvirker i blandt andet tv-serien Lost og spillefilmen Hitman der er baseret på det danskproducerede Hitman: Codename 47.